# Thomas Cowling
Thomas Cowling   (Hackney Central, 17 de juny de 1906 - Leeds, 16 de juny de 1990) va ser un matemàtic i astrònom teòric anglès.
Nascut al barri de Hackney de Londres, fill d'un enginyer del servei postal, va fer els estudis secundaris a l'escola George Monoux al barri de Walthamstaw. En acabar-los el 1923, va obtenir una beca per estudiar matemàtiques al Brasenose College de la universitat d'Oxford, en el qual es va graduar el 1927, esdevenint a continuació el primer estudiant de recerca del professor Edward Arthur Milne, qui li va dirigir la tesi doctoral presentada el 1931 i el va fer inclinar pel camp de l'astronomia teòrica. A continuació va ser ajudant de recerca de Sydney Chapman al University College de Londres i, a partir de 1933, va ser professor de matemàtiques successivament de les universitats de Swansea (1933-1937), de Dundee (1937-1938), de Manchester (1938-1945), de Bangor (1945-1948) i, finalment, de la universitat de Leeds, on va passar a ser professor emèrit el 1970. A partir de 1957, la seva salut es va ressentir i va patir una sèrie de malalties que van disminuir considerablement la seva producció científica.
Cowling va fer aportacions molt importants en diferents camps de l'astronomia i la cosmologia: sobre l'estructura estel·lar, sobre l'electrodinàmica còsmica, sobre la teoria cinètica i sobre física del plasma. En concret, va demostrar que les línies del camp magnètic s'han de congelar dins d'un gas ionitzat, que l'acció d'una dinamo no pot mantenir un camp asimètric o que les taques solars de baixa temperatura han de ser mantingudes per camps magnètics de l'interior del Sol.